# Hohoe
Hohoe   este un oraș  în  partea de est a Ghanei,  în regiunea  Volta.